# Вахитовское сельское поселение (Азнакаевский район)
Вахитовское сельское поселение — сельское поселение в Азнакаевском районе Татарстана.
Административный центр — деревня Победа.
В состав поселения входит пять населённых пунктов.

## Административное деление
- посёлок Победа
- село Чекан
- деревня Константиновка
- посёлок Загорье
- посёлок Заречье

## Население
| 2010  | 2011  | 2012  | 2013  | 2014  | 2015  | 2016  |
| ----- | ----- | ----- | ----- | ----- | ----- | ----- |
| 1320  | ↘1316 | ↘1291 | ↘1246 | ↘1225 | ↘1186 | ↘1165 |
| 2017  | 2018  | 2019  | 2020  |       |       |       |
| ↘1124 | ↘1092 | ↘1060 | ↘1015 |       |       |       |